# Allegiance
Allegiance é um jogo de computador singular. Merge os familiares gêneros da estratégia em tempo real e do combate espacial.Originalmente desenvolvido pela Microsoft. Construído inicialmente como um experimento de programadores até então inexperientes no  projeto de games, Allegiance foi lançado em março de 2000 depois de um longo período de beta testing (fase de testes).
Recebeu diversas críticas favoráveis de jornalistas da área de jogos eletrônicos, mas não conseguiu obter sucesso comercial.

## Jogabilidade
Só pode ser jogado online e tem como característica marcante a fundamentação no trabalho em equipe. O jogador pode optar por "voar" com diversas naves, destruir as bases adversárias enquanto protege as suas e coletar recursos para upgrades tecnológicos capazes de garantir uma vantagem sobre a equipe do oponente.

## Gratuito
Quando os servidores oficiais foram fechados em 2002, a comunidade de jogadores de Allegiance conseguiu que o mesmo se tornasse livre e gratuito. É possível agora carregar todos os arquivos necessários para a montagem de um servidor aberto.
Em fevereiro de 2004, a equipe original do Allegiance tornou público seu código-fonte. Surgiram assim, de autoria dos fãs mais assíduos, diversas modificações e adaptações.
Em março de 2006, parte da comunidade lançou a primeira versão gold (denominação para um software que já passou pelas fases de testes e está apto a ser usado pelo usuário final) do FAZ (Free Allegiance Zone).
A princípio trata-se apenas da reintrodução do código original da Microsoft, de 1999, em ambientes de programação modernos, permitindo-se assim a modificação, sem grandes transtornos, do programa. Antes do FAZ, o jogo havia permanecido praticamente inalterado por mais de 5 anos. O projeto já implementou e disponibilizou um novo cliente, que contém melhorias significativas.